# Чжан-ди (Хань)
Чжан-ди (кит. 章帝, личное имя — Лю Да (кит. 劉炟) 57 — 9 апреля 88) — 3-й император империи Восточная Хань в 75—88 годах. Храмовое имя Су-цзун.

## Биография
Происходил из императорского рода Лю. Сын императора Мин-ди. В 60 году становится наследником трона. Тогда же был усыновлен императрицей Ма. В правление отца существенной роли в политике не играл, занимаясь в основном изучение конфуцианских работ. После смерти в 75 году своего отца Лю Да становится новым императором.
В целом Чжан-ди придерживался политики своего предшественника. Только во внешней политике он постепенно стал отказываться от крупных и дальних походов. Один раз, в 76 году была проведена военная кампания в Западном крае.
Постепенно Чжан-ди стал все больше отвлекаться на интриги среди знати и его жены. Это было вызвано тем, что императрица не смогла родить сына. Поэтому развернулась борьба среди наложниц, чей сын станет наследником трона. В эту борьбу также вмешалась жена императора — императрица Доу. До 83 года последняя смогла добиться усиления позиций своего рода при дворе. Теперь влиятельными чиновниками стали братья императрицы — Доу Сянь и Доу Ду. Впрочем император в 83 году сделал наследником трона своего сына от одной из наложниц Лю Чжао.
В 86 году с большими трудностями императорской армии пришлось подавить восстание племени цян. Это было последним значительным предприятием Чжан-ди, который скончался 9 апреля 88 года.

## Семья

### Жены и наложницы
- Императрица Чжандэ из рода Доу (章德皇后 扶風竇氏; ум. 97)
- Императрица Гунхуай из рода Лян (恭懷皇后 梁氏; 61–83)
- Императрица Цзинъинь из рода Сун (敬隱皇后 宋氏; 58–78)
- Гуйжэнь (貴人 申氏)
- прочие

### Сыновья
- Лю Кан, принц Чжэнь (千乘貞王 劉伉; ум. 93), первый сын от неизвестной наложницы
- Лю Цюань, принц Дао (平春悼王 劉全; ум. 79), второй сын от неизвестной наложницы
- Лю Цин, император Сяодэ (孝德皇 劉慶; 78–106), третий сын от императрицы Цзининь
- Лю Чжао, император Сяохэ (孝和皇帝 劉肇; 79–106), четвертый сын от императрицы Гунхуай
- Лю Шоу, принц Хуэй (濟北惠王 劉壽; ум. 120), пятый сын от Гуйжэнь
- Лю Кай, император Сяому (孝穆皇 劉開; ум. 131), шестой сын от Гуйжэнь
- Лю Шу, принц Хуай (城陽懷王 劉淑; ум. 94), седьмой сын от неизвестной наложницы
- Лю Ваньсуй, принц Шан (廣宗殤王 劉萬歲; ум. 90), восьмой сын от неизвестной наложницы

### Дочери
- Принцесса Удэ (武德公主), личное имя Нань (男), первая дочь от неизвестной наложницы
- Принцесса Пини (平邑公主), личное имя Ван (王), вторая дочь от неизвестной наложницы
- Принцесса Иньань (陰安公主), личное имя Цзи (吉), третья дочь от неизвестной наложницы